# Akçakale (stad)
Akçakale is een stad in de Turkse provincie Şanlıurfa. De stad ligt tegen de grens met Syrië. Het is de hoofdplaats van het gelijknamige district. De stad telt ongeveer 25.000 inwoners, het district als geheel ongeveer 80.000. Op 3 oktober 2012 werd vanuit Syrië een mortiergranaat op de stad afgeschoten, hierbij kwamen 5 burgers om.